# En kammarsnärtas upplevelser
En kammarsnärtas upplevelser (franska: Le Journal d'une femme de chambre) är en roman  av Octave Mirbeau utgiven år 1900.
Boken, som kom i svensk översättning av Algot Ruhe 1926, handlar om kammarjungfrun Celestine R. som i dagboksform berättar om sina dekadenta upplevelser.

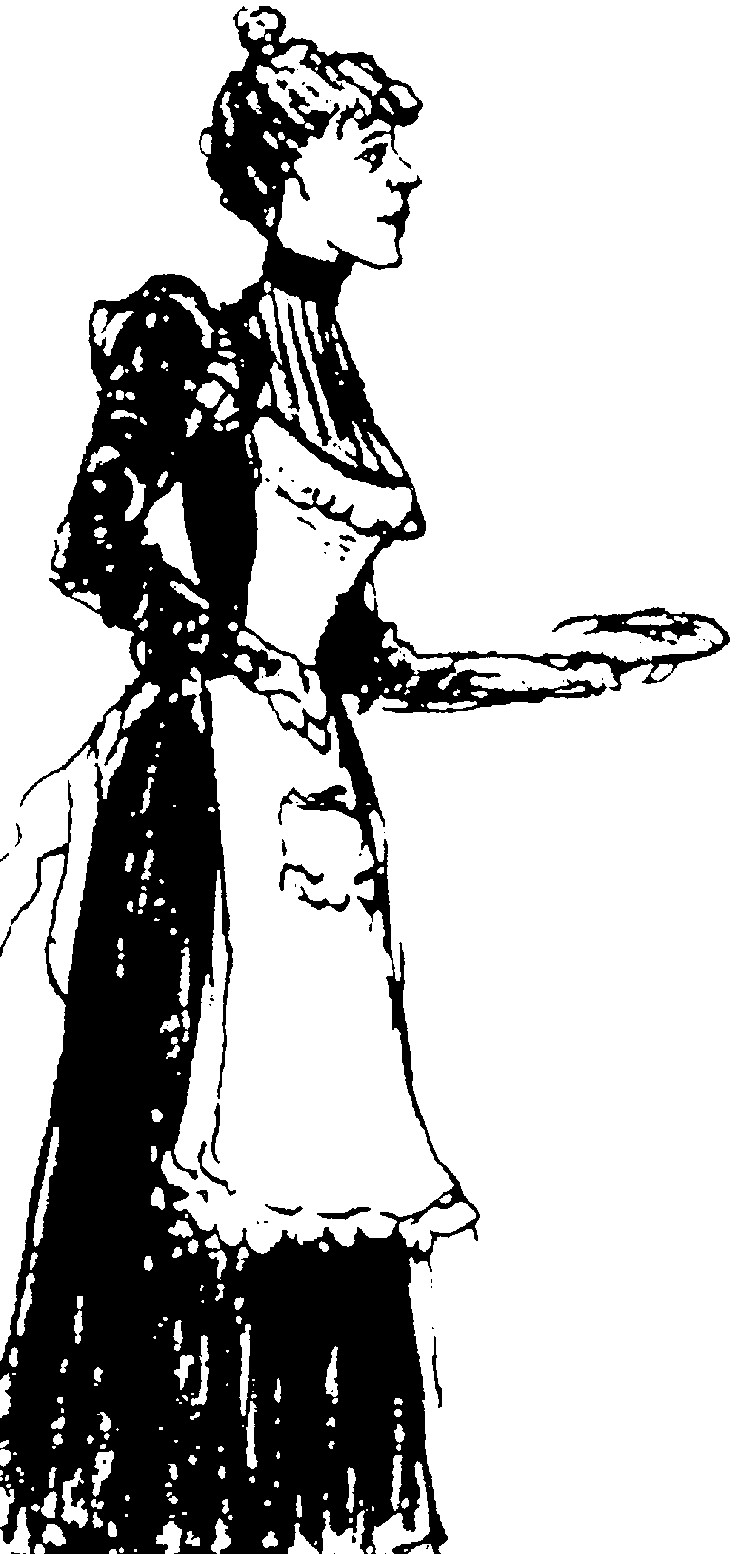
Célestine, illustration av Octave Mirbeau.

Flera scenbearbetningar av boken har gjorts. En rysk film av M. Martov med titeln Dnevnik gornitchnoi (Дневник горничной) kom 1916. En amerikansk film, The Diary of a Chambermaid, regisserad av Jean Renoir gjordes 1946. År 1964 kom en fransk film, Le journal d'une femme de chambre (svensk titel: En kammarjungfrus dagbok), med Jeanne Moreau, Georges Géret och Michel Piccolo i rollerna. Regissör var Luis Buñuel. En teaterpjäs har gjorts av Andre Heuse, Andre de Lorde, och Thielly Nores. År 2004 kom en amerikansk teateruppsättning med titeln Diary of a Chambermaid producerad av Antonia Fairchild och regisserad av Adrian Giurgea. Pjäsen hade premiär i New York.

### Fotnoter
1. ↑  ”World Cat”. http://www.worldcat.org/title/journal-dune-femme-de-chambre/oclc/5323544. Läst 13 april 2011.
2. ↑  Mirbeau, Octave (1926). En kammarsnärtas upplevelser. Stockholm: B. Wahlström. Libris 1340350
3. ↑  Svensk Filmdatabas